# Злота (Піньчовський повіт)
Злота (пол. Złota) — село в Польщі, у гміні Злота Піньчовського повіту Свентокшиського воєводства.
Населення — 866 осіб (2011).
У 1975-1998 роках село належало до Келецького воєводства.

## Демографія
Демографічна структура на день 31 березня 2011 року:
|          | Загалом | Допрацездатний вік | Працездатний вік | Постпрацездатний вік |
| -------- | ------- | ------------------ | ---------------- | -------------------- |
| Чоловіки | 415     | 74                 | 290              | 51                   |
| Жінки    | 451     | 73                 | 260              | 118                  |
| Разом    | 866     | 147                | 550              | 169                  |